# Mark Wahlberg
Mark Robert Michael Wahlberg, noto anche con lo pseudonimo di Marky Mark (Boston, 5 giugno 1971), è un attore, produttore cinematografico, rapper ed ex modello statunitense.

## Biografia

### Origini
Nasce il 5 giugno 1971 nel quartiere Dorchester di Boston, ultimo di nove figli, da Donald Edward Wahlberg, un tassista di origini svedesi e franco-canadesi reduce della guerra di Corea, e da Alma Elaine Donnelly, un'infermiera di origini irlandesi e inglesi; i suoi genitori divorziarono quando aveva 11 anni. Wahlberg vive un'infanzia difficile e la sua adolescenza sarà caratterizzata da piccoli crimini e uso di droghe.
Nel giugno 1986 Wahlberg e tre amici inseguirono tre bambini neri urlando "Uccidi il negro, uccidi il negro" e lanciando pietre contro di loro. Il giorno successivo, Wahlberg e altri seguirono un gruppo di quarta elementare prevalentemente neri (inclusa una delle vittime del giorno precedente) facendo una gita su una spiaggia, urlando contro di loro epiteti razzisti, lanciando pietre contro di loro; nell'agosto seguente fu avviata un'azione civile contro Wahlberg per violazione dei diritti civili delle sue vittime.
Per il pestaggio di un vietnamita a scopo di furto, finisce in carcere a sedici anni. Uscito di prigione cerca di rifarsi una vita e contatta il fratello Donnie, nel frattempo diventato membro dei New Kids on the Block. Ottiene un contratto discografico e assume lo pseudonimo Marky Mark; assieme a un deejay fonda i Marky Mark & the Funky Bunch che esordiscono nel 1991 col brano Good Vibrations in collaborazione con la cantante Loleatta Holloway, famosa nell'ambiente della dance. Dopo qualche hit viene notato da Calvin Klein che lo vuole per la sua nuova campagna pubblicitaria di intimo al fianco di Kate Moss; gli scatti di Herb Ritts fanno il giro del mondo, facendolo diventare un sex symbol. Accusato di essere razzista e omofobo, abbandona per un certo tempo il mondo della musica per dedicarsi alla recitazione. Peraltro, in seguito si dichiara favorevole al matrimonio omosessuale.

### Carriera

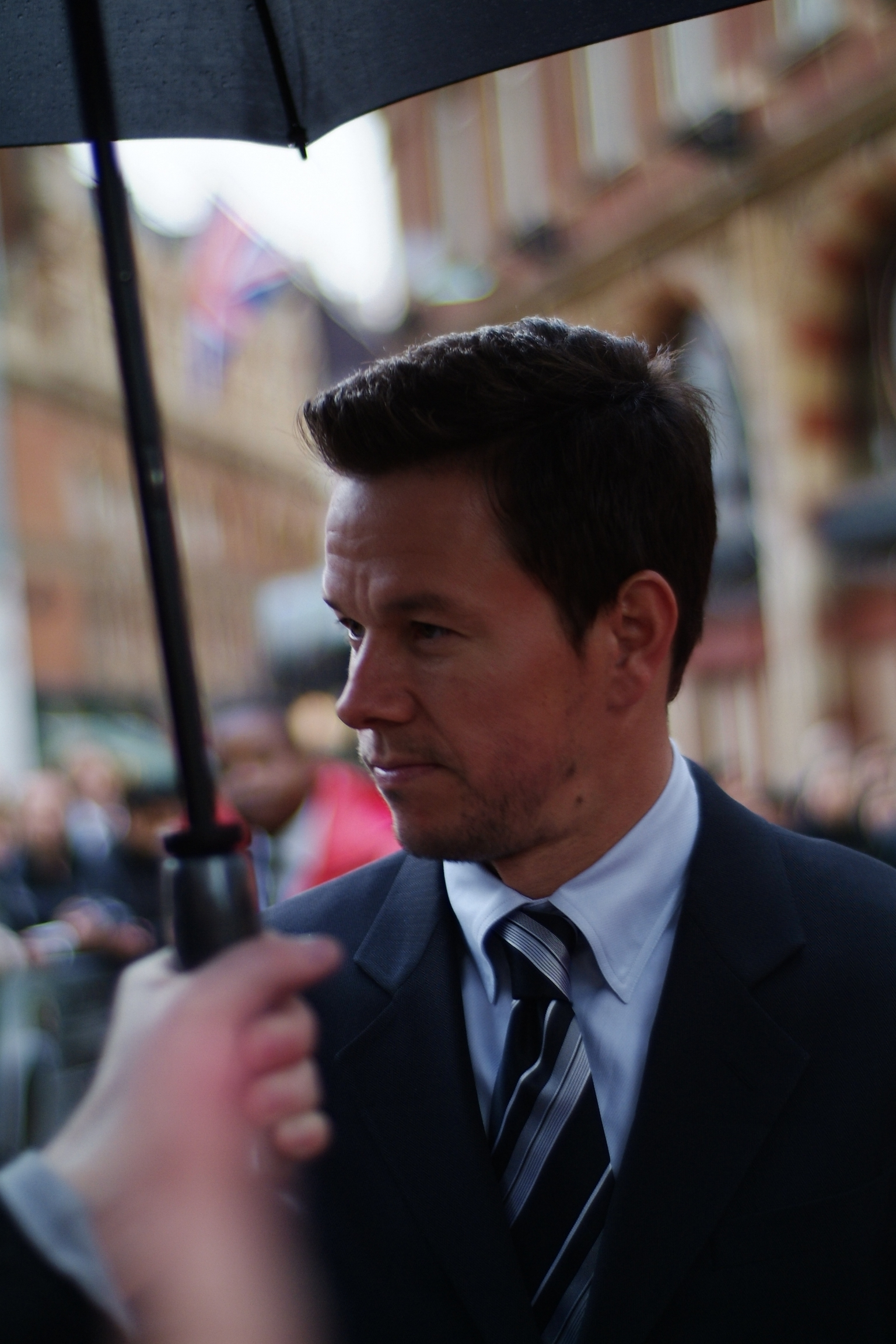
Mark Wahlberg nel 2014

Debutta come attore nel film di Penny Marshall Mezzo professore tra i marines, ma si fa notare nel film Boogie Nights - L'altra Hollywood; tra i film da lui interpretati si ricordano inoltre The Yards e Three Kings, al fianco di George Clooney e Ice Cube; lavora nuovamente con Clooney ne La tempesta perfetta. Appare nel remake di Planet of the Apes - Il pianeta delle scimmie, a opera di Tim Burton, nel ruolo del protagonista. Interpreta anche Chris nel film Rock Star con cui riscuote parecchio successo. È interprete inoltre di un altro remake, The Italian Job, insieme a Charlize Theron, Edward Norton e Jason Statham.
Nel 2004 è produttore esecutivo della serie tv Entourage, ispirata ai suoi esordi cinematografici. Era stato preso in considerazione per interpretare, in coppia con Joaquin Phoenix, I segreti di Brokeback Mountain, ma rifiutò spaventato dalle scene di sesso contenute nel film. È il protagonista di Imbattibile, in cui interpreta la figura, realmente esistita, di un insegnante disoccupato che riesce a giocare a football da professionista nei Philadelphia Eagles, sua squadra del cuore. È inoltre tra i protagonisti del film di Martin Scorsese The Departed - Il bene e il male (2006), insieme a Leonardo DiCaprio, Jack Nicholson e Matt Damon, nel ruolo di un poliziotto duro e antipatico con cui ottiene una nomination sia agli Academy Awards sia ai Golden Globe come miglior attore non protagonista.
Nel 2007 è protagonista del film Shooter, in cui interpreta un ex-tiratore scelto del corpo dei Marines, che viene ingaggiato per scovare e uccidere un presunto cecchino che si teme tenterà di uccidere il presidente degli Stati Uniti. Nella classifica (fatta da MTV nel 2009) delle 50 persone più sexy degli anni novanta, si è classificato al primo posto. L'attore ha partecipato nel 2008, dopo il film Max Payne, alla trasmissione televisiva inglese Top Gear, dove ha raccontato che da giovane ha rubato la stessa auto almeno cinque volte. Ha guidato la Chevrolet Lacetti nel circuito di Top Gear ottenendo un tempo di 1:48.7. Nel 2010 interpreta Micky Ward, pugile protagonista di The Fighter, film di gran successo vincitore di due premi Oscar e sempre nel 2010 recita al fianco di Will Ferrell nel film comico I poliziotti di riserva, che ottiene ottime recensioni da parte della critica.
Nel 2012 è uno dei protagonisti di Ted mentre nel 2013 prende parte al film Lone Survivor, incentrato su quattro Navy SEAL, che, in missione in Afghanistan con l'obiettivo di neutralizzare un talebano, vengono assaliti da forze nemiche. Nel 2014 viene nominato dalla rivista Forbes il decimo attore più pagato al mondo con un guadagno di 32 milioni di dollari. Nel 2015 torna nel ruolo di uno dei protagonisti nel sequel di Ted, Ted 2. Nel 2017 viene inserito al primo posto come attore più pagato al mondo con un guadagno di 68 milioni di dollari. Il 14 gennaio 2018 ha donato 1,5 milioni di dollari (ricevuti per la sua interpretazione nel film Tutti i soldi del mondo) alla fondazione contro la violenza sulle donne Time's Up. Nel 2022 dà il volto a Victor "Sully" Sullivan nel film Uncharted al fianco di Tom Holland.

## Vita privata
Il 1º agosto 2009 sposa con rito cattolico la modella Rhea Durham, con cui era fidanzato dal 2001; la coppia ha avuto quattro figli: Ella Rae (nata il 2 settembre 2003), Michael (nato il 22 marzo 2006), Brendan Joseph (nato il 16 settembre 2008) e Margaret Grace (nata l'11 gennaio 2010). 
Wahlberg è cattolico praticante e ha tre sorelle, Tracey, Michelle e Debbie (morta nel 2003), e cinque fratelli, Arthur, Jim, Paul, Donnie e Robert; gli ultimi due sono attori.
Wahlberg aveva prenotato un posto sul volo United Airlines 93 in data 11 settembre 2001, ma cambiò idea all'ultimo momento per potersi recare a Toronto a far visita a un amico di infanzia. L'aereo non arrivò mai a destinazione, schiantandosi in un campo poco fuori Shanksville (in Pennsylvania), non lasciando superstiti. In ricordo di questa decisiva scelta, nella scena iniziale del film Shooter si vede un libro con il titolo 9/11.
Viene citato da Eminem nel brano Drug Ballad per tornare agli anni "quando Mark Wahlberg era Marky Mark".

## Filmografia

### Attore

#### Cinema
- Mezzo professore tra i marines (Renaissance Man), regia di Penny Marshall (1994)
- Ritorno dal nulla (The Basketball Diaries), regia di Scott Kalvert (1995)
- Paura (Fear), regia di James Foley (1996)
- Svolta pericolosa (Traveller), regia di Jack N. Green (1997)
- Boogie Nights - L'altra Hollywood (Boogie Nights), regia di Paul Thomas Anderson (1997)
- Il grande colpo (The Big Hit), regia di Kirk Wong (1998)
- The Corruptor - Indagine a Chinatown (The Corruptor), regia di James Foley (1999)
- Three Kings, regia di David O. Russell (1999)
- The Yards, regia di James Gray (2000)
- La tempesta perfetta (The Perfect Storm), regia di Wolfgang Petersen (2000)
- Planet of the Apes - Il pianeta delle scimmie (Planet of the Apes), regia di Tim Burton (2001)
- Rock Star, regia di Stephen Herek (2001)
- The Truth About Charlie, regia di Jonathan Demme (2002)
- The Italian Job, regia di F. Gary Gray (2003)
- I Heart Huckabees - Le strane coincidenze della vita (I ♥ Huckabees), regia di David O. Russell (2004)
- Four Brothers - Quattro fratelli (Four Brothers), regia di John Singleton (2005)
- Imbattibile (Invincible), regia di Ericson Core (2006)
- The Departed - Il bene e il male (The Departed), regia di Martin Scorsese (2006)
- Shooter, regia di Antoine Fuqua (2007)
- I padroni della notte (We Own the Night), regia di James Gray (2007)
- E venne il giorno (The Happening), regia di M. Night Shyamalan (2008)
- Max Payne, regia di John Moore (2008)
- Amabili resti (The Lovely Bones), regia di Peter Jackson (2009)
- Notte folle a Manhattan (Date Night), regia di Shawn Levy (2010)
- I poliziotti di riserva (The Other Guys), regia di Adam McKay (2010)
- The Fighter, regia di David O. Russell (2010)
- Contraband, regia di Baltasar Kormákur (2012)
- Ted, regia di Seth MacFarlane (2012)
- Broken City, regia di Allen Hughes (2013)
- Pain & Gain - Muscoli e denaro (Pain & Gain), regia di Michael Bay (2013)
- Cani sciolti (2 Guns), regia di Baltasar Kormákur (2013)
- Lone Survivor, regia di Peter Berg (2013)
- Transformers 4 - L'era dell'estinzione (Transformers: Age of Extinction), regia di Michael Bay (2014)
- The Gambler, regia di Rupert Wyatt (2014)
- Entourage, regia di Doug Ellin (2015) – cameo
- Ted 2, regia di Seth MacFarlane (2015)
- Mojave, regia di William Monahan (2015)
- Daddy's Home, regia di Sean Anders e John Morris (2015)
- Deepwater - Inferno sull'oceano (Deepwater Horizon), regia di Peter Berg (2016)
- Boston - Caccia all'uomo (Patriots Day), regia di Peter Berg (2016)
- Transformers - L'ultimo cavaliere (Transformers: The Last Knight), regia di Michael Bay (2017)
- Daddy's Home 2, regia di Sean Anders (2017)
- Tutti i soldi del mondo (All the Money in the World), regia di Ridley Scott (2017)
- Red Zone - 22 miglia di fuoco (Mile 22), regia di Peter Berg (2018)
- Instant Family, regia di Sean Anders (2018)
- Spenser Confidential, regia di Peter Berg (2020)
- Joe Bell (Good Joe Bell), regia di Reinaldo Marcus Green (2020)
- Infinite, regia di Antoine Fuqua (2021)
- Uncharted, regia di Ruben Fleischer (2022)
- Father Stu, regia di Rosalind Ross (2022)
- Me Time - Un weekend tutto per me (Me Time), regia di John Hamburg (2022)
- The Family Plan, regia di Simon Cellan Jones (2023)
- Arthur the King - Insieme a ogni costo (Arthur the King), regia di Simon Cellan Jones (2024)
- The Union, regia di Julian Farino (2024)
- Flight Risk - Trappola ad alta quota (Flight Risk), regia di Mel Gibson (2025)

#### Televisione
- Out All Night – serie TV, episodio 1x17 (1993)
- Profumo di morte (The Substitute), regia di Martin Donovan – film TV (1993)
- Entourage – serie TV, episodi 1x01-5x02-6x05-7x07 (2004-2010)
- Wahlburgers: Panini di famiglia (Wahlburgers) – serie TV, 21 episodi (2014-in corso)

### Doppiatore
- Scooby! (Scoob!), regia di Tony Cervone (2019)

### Produttore
- Juvies, regia di Leslie Neale - documentario (2004)
- Entourage - serie TV, 83 episodi (2004-2011) - produttore esecutivo
- I padroni della notte (We Own the Night), regia di James Gray (2007)
- In Treatment - serie TV, 106 episodi (2008-2010) - produttore esecutivo
- Untitled Ben Schwerin Project, regia di Ben Schwerin - film TV (2010)
- The Fighter, regia di David O. Russell (2010)
- How to Make It in America - serie TV, 16 episodi (2010-2011) - produttore esecutivo
- Boardwalk Empire - L'impero del crimine - serie TV, 36 episodi (2010-2012) - produttore esecutivo
- Home Game, regia di Ken Whittingham - film TV (2011)
- Contraband, regia di Baltasar Kormákur (2012)
- Broken City, regia di Allen Hughes (2013)
- The Missionary, regia di Baltasar Kormákur - film TV (2013)
- Prisoners, regia di Denis Villeneuve (2013) - produttore esecutivo
- The Gambler, regia di Rupert Wyatt (2014)
- Entourage, regia di Doug Ellin (2015)
- Ballers – serie TV (2015- in corso) - produttore esecutivo
- Boston - Caccia all'uomo (Patriots Day), regia di Peter Berg (2016)
- Shooter – serie TV (2016-2018) - produttore esecutivo
- Red Zone - 22 miglia di fuoco (Mile 22), regia di Peter Berg (2018)
- Spenser Confidential, regia di Peter Berg (2020)
- Good Joe Bell, regia di Reinaldo Marcus Green (2020)
- Infinite, regia di Antoine Fuqua (2021)
- Arthur the King - Insieme a ogni costo (Arthur the King),   regia di Simon Cellan Jones (2024)

## Discografia
Marky Mark & the Funky Bunch
- 1991 - Music for the People
- 1992 - You Gotta Believe

Marky Mark & Prince Ital Joe
- 1994 - Life in the Streets
- 1995 - The Remix Album

Marky Mark & Jan Van Der Toorn
- 1996 - Hey dj

## Riconoscimenti

### Premio Oscar
- 2007 – Candidatura al miglior attore non protagonista per The Departed - Il bene e il male
- 2011 – Candidatura al miglior film per The Fighter

### Golden Globe
- 2007 – Candidatura al miglior attore non protagonista per "The Departed – Il bene e il male"
- 2011 – Candidatura al miglior attore in un film drammatico per "The Fighter"

### MTV Movie Awards
- 1997 – Nomination Miglior cattivo per Paura
- 2013 – Miglior coppia (condiviso con Seth MacFarlane) per Ted
- 2013 – Nomination Miglior combattimento (condiviso con Seth MacFarlane) per Ted
- 2013 – Nomination Miglior bacio (condiviso con Mila Kunis) per Ted
- 2014 – MTV Generation Award

### Altri riconoscimenti
- 2012 – Teen Choice Awards
  - Nomination Miglior alchimia per Ted
  - Nomination Miglior combattimento per Ted
- 2012 – Critics' Choice Movie Award
  - Nomination Miglior attore in un film commedia per Ted
- 2015 – Kids' Choice Awards[9]
  - Nomination Attore cinematografico preferito per Transformers 4 - L'era dell'estinzione

## Doppiatori italiani
Nelle versioni in italiano delle opere in cui ha recitato, Mark Wahlberg è stato doppiato da:
- Massimiliano Manfredi in The Fighter, Ted, Pain & Gain - Muscoli e denaro, Transformers 4 - L'era dell'estinzione, Ted 2, Deepwater - Inferno sull'oceano, Boston - Caccia all'uomo, Transformers - L'ultimo cavaliere, Tutti i soldi del mondo, Red Zone - 22 miglia di fuoco, Spenser Confidential, Joe Bell, Father Stu, The Family Plan, The Union, Flight Risk - Trappola ad alta quota
- Simone D'Andrea in The Gambler, Wahlburgers: Panini di famiglia, Entourage, Daddy's Home, Daddy's Home 2, Instant Family, Infinite, Arthur the King - Insieme a ogni costo
- Riccardo Rossi in Ritorno dal nulla, Boogie Nights - L'altra Hollywood, The Yards, The Truth About Charlie, I Heart Huckabees - Le strane coincidenze della vita, Contraband, Me Time - Un weekend tutto per me
- Alessandro Quarta in Rock Star, I padroni della notte, Cani sciolti, Lone Survivor, Uncharted
- Riccardo Niseem Onorato in The Italian Job, Four Brothers - Quattro fratelli, Shooter, Amabili resti
- Pino Insegno in The Departed - Il bene e il male, E venne il giorno, Max Payne, Notte folle a Manhattan
- Vittorio De Angelis in Three Kings, La tempesta perfetta, I poliziotti di riserva
- Danilo De Girolamo in Mezzo professore tra i marines
- Luigi Ferraro in Paura
- Francesco Pezzulli in Svolta pericolosa
- Fabrizio Manfredi in Il grande colpo
- Massimo Rossi in The Corruptor - Indagine a Chinatown
- Tony Sansone in Planet of the Apes - Il pianeta delle scimmie
- Francesco Bulckaen in Imbattibile
- Fabio Boccanera in Broken City

Da doppiatore è stato sostituito da:
- Maurizio Merluzzo in Scooby!